# Paulo Souto
Paulo Ganem Souto GCIH • GOMM (Caetité, 19 de novembro de 1943) é um professor, acadêmico, geólogo e político brasileiro filiado ao União Brasil (UNIÃO). Pela Bahia, foi governador por dois mandatos e senador, além de secretário da Fazenda da capital Salvador durante o mandato de Antônio Carlos Magalhães Neto.

## Biografia
Filho de Antônio Carlos Souto, que foi juiz e intendente do município de Caetité, e de Adélia Ganem Souto, de ascendência libanesa. Muito jovem mudou-se para Caravelas e passou por outras cidades, acompanhando o pai nas comarcas em que este atuou.
Em Ilhéus passa parte da juventude, tendo estudado no colégio Eusínio Lavigne e iniciado como locutor e comentarista esportivo na Rádio Cultura da cidade.
Foi locutor esportivo em Salvador, formando-se ali em Geologia, pela Universidade Federal da Bahia. Assim que se formou, volta a Ilhéus, coordenando o setor de Geologia da Comissão Executiva do Plano da Lavoura Cacaueira (CEPLAC) por três anos, período em que faz doutorado na Universidade de São Paulo (USP). Conclui o curso em 1971, ano em que se casa com Isabel Carolina Loureiro, com quem tem três filhos.
Leciona na Universidade Federal da Bahia até vir a ocupar o cargo de superintendente da SUDENE, em 1987.
Ocupou, ainda, diversos cargos na administração do Estado, no primeiro governo de Antônio Carlos Magalhães, e mesmo após este, de 1979 a 1986.
Em 1991 foi eleito vice-governador, no novo mandato de ACM, a quem sucedeu, no período de 1995 a 1998, quando se licencia para concorrer ao mandato de senador, para o qual foi eleito. Em março de 1995, Souto foi admitido pelo presidente Fernando Henrique Cardoso à Ordem do Mérito Militar no grau de Grande-Oficial especial. Em 1997, foi admitido pelo presidente Jorge Sampaio de Portugal à Grã-Cruz da Ordem do Infante D. Henrique.
Eleito senador em 1998, Paulo Souto teve atuação de destaque no Congresso Nacional. Relator da CPI do Judiciário, foi ele o responsável pela obtenção de provas que levaram, pela primeira vez na história do Brasil, à prisão de um Juiz de Direito por crime de corrupção (Nicolau dos Santos Neto) e à cassação de um senador da República pelo mesmo tipo de crime (Luís Estevão-DF).
Disputa, em 2002, novamente o cargo de governador da Bahia e vence, exercendo o mandato 2003-2006. A vitória foi em primeiro turno, derrotando o candidato do PT, Jaques Wagner por 52% a 38%. Tal vitória política lhe permitiu formar bases do "soutismo", grupo surgido ao redor de sua figura que chegou a fazer frente ao tradicional carlismo (liderado por Antônio Carlos Magalhães).
Em 2006, tentou a reeleição. Embora as pesquisas indicassem sua vitória, foi derrotado por Jaques Wagner já no primeiro turno, nesta que foi considerada como a maior vitória petista em governos estaduais até então.
Em 2007 foi eleito presidente do Democratas da Bahia, marcando a reconciliação soutismo com o carlismo, com o primeiro absorvido pelo segundo. Em 2010 voltou a se candidatar contra o mesmo Jaques Wagner, sendo derrotado já no primeiro turno novamente - apesar de as pesquisas eleitorais indicarem sua vitória.
Foi candidato ao governo baiano nas eleições de 5 de outubro de 2014, obtendo 37,39 % dos votos válidos contra 54,53 % do seu principal adversário, Rui Costa, eleito no 1º turno. Souto era líder em todas as pesquisas, à exceção da realizada pelo IBOPE no dia 4 de outubro, segundo a qual Rui Costa e Paulo Souto estavam empatados com 46% das intenções de votos.

## Governos da Bahia

### Realizações
Em 1994, foi eleito governador pela primeira vez, com 58,64% dos votos válidos. Sua primeira gestão à frente do Estado foi marcada por grandes programas, como o Bahia Azul, que aumentou de 25% para 80% a cobertura da rede de esgoto residencial de Salvador e foi renomeado pelo atual governo. Além do Bahia Azul, Souto implantou programas sociais como Viver Melhor, Cabra Forte e Pró Gavião.
Em 1998, se elegeu senador da República para o período de 1999 a 2007, com 2 583 185 votos (73,24%). No Senado, foi relator da CPI do Judiciário e membro titular das comissões de Assuntos econômicos, de Infraestrutura e da Comissão de Ética, além de ter sido relator da Comissão Especial Mista da Crise Energética.
Em 2002, foi eleito novamente governador, com 53,69% dos votos válidos. Neste segundo mandato, iniciado em 1º de janeiro de 2003, Souto destacou seu trabalho neste mandato para o turismo e consolidou a Bahia como uma das principais economias do país com seu governo voltado ao desenvolvimento.
A partir de 2015, foi Secretário Municipal da Fazenda de Salvador, sob a prefeitura de seu correligionário, ACM Neto, descendente do falecido ex-governador Antônio Carlos Magalhães. Saiu do secretariado com o encerramento do mandato de Neto, no fim de 2020, a fim de colaborar numa eventual disputa estadual da qual o ex-prefeito possa fazer parte em 2022.

### Citações
Trechos da Mensagem proferida por Paulo Souto à Assembleia Legislativa, em 15 de fevereiro de 2006:
"Nesses três anos, nos lançamos, sem arrefecer um só instante, num esforço obstinado para inserir a Bahia num novo patamar histórico de desenvolvimento. Essa jornada foi balizada, sempre, pelo propósito de promover o desenvolvimento humano, mediante a conjugação do crescimento econômico com a justiça social. Para nós, não se trata, tão somente, de buscar o crescimento, mas também a qualificação desse crescimento. Crescer com qualidade é a "regra de ouro" desse Governo.
"No nosso Governo, atribuímos prioridade absoluta à educação. A nossa visão de futuro parte da constatação de que a educação está no âmago das transformações desse novo milênio: é imperativo econômico da sociedade do conhecimento e alicerce para as políticas de redução das desigualdades, constituindo-se, ainda, num importante referencial do grau de democracia e justiça de uma sociedade."